# António Félix da Costa
António Maria de Mello Breyner Félix da Costa (Lisboa, Portugal; 31 de agosto de 1991) es un piloto de automovilismo portugués. Ha disputado la Fórmula E desde 2014, donde obtuvo el campeonato en 2019-20. Corre en el equipo TAG Heuer Porsche desde la temporada 2022-23, luego de haber competido con Team Aguri, Andretti y DS Techeetah.
Fue campeón de las 24 Horas de Le Mans 2022 en LMP2 y ha obtenido una victoria de clase en el Campeonato Mundial de Resistencia de la FIA, resultando tercero en 2019-20, y dos veces vencedor del prestigioso Gran Premio de Macao en 2012 y 2016.

## Carrera deportiva

### Inicios
Da Costa Participó en la Copa de Portugal de Karting con nueve años de edad; en el karting ganó varios títulos a nivel nacional. En 2008 participó en Fórmula Renault 2.0 NEC para Motopark Academy; obtuvo una victoria y diez podios para resultar subcampeón. También disputó en Eurocopa de Fórmula Renault 2.0 para dicho equipo donde quedó 16º en el campeonato. Al año siguiente se consagró campeón de Fórmula Renault 2.0 NEC con 9 victorias y dos segundos puestos. Además, en Eurocopa de Fórmula Renault 2.0, logró tres victorias y nueve podios para culminar tercero en el campeonato.

### F3, GP3 Series y Fórmula Renault 3.5
En 2010 ascendió a Fórmula 3 Euroseries. António logró ganar en tres carreras, se llevó el premio como el Mejor Novato de la temporada; aparte quedó sexto en el Gran Premio de Macao de Fórmula 3 al final de la temporada.
En ese año, disputó las dobles fechas de Hungaroring y Spa-Francorchamps de GP3 Series para Carlin, tuvo como mejor resultado un sexto puesto.
El piloto portugués pasó a GP3 en 2011, para el equipo Status Grand Prix. Consiguió una victoria en la carrera corta de Monza, pero en la temporada obtuvo como otros mejores resultados un cuarto puesto y un quinto para culminar 13º en el campeonato. También disputó 6 carreras de Fórmula 3 Británica para Hitech donde consiguió dos segundos puestos y un tercero.
En 2012, Da Costa volvió para el equipo Carlin en GP3, cosechando tres victorias y seis podios para terminar tercero en el campeonato. En ese año, fichó por el Red Bull Junior Team y añadió la Fórmula Renault 3.5 Series a su calendario con el equipo Arden Caternham; aunque no disputó toda la temporada obtuvo 4 victorias y dos segundos puestos, para terminar cuarto en el clasificador final. Asimismo, ganó el Gran Premio de Macao de F3 (lo que repitió en 2016).
Disputando la temporada completa de Fórmula Renault 3.5 Series en 2013, Da Costa quedó tercero en la tabla general con tres victorias y seis podios.

### Pruebas en Fórmula 1
En 2010, el portugués tuvo su primera prueba en un Fórmula 1, al mando del Force India en las pruebas de jóvenes pilotos. Luego, volvería a hacerlo pero junto a Red Bull Racing, en 2012 y 2013.

### DTM
En 2014, Da Costa vira su carrera hacia los turismos, al debutar en Deutsche Tourenwagen Masters (DTM) con un BMW M4 del equipo MTEK. Puntuó en dos carreras y resultó 21º en el campeonato. Siguió con la marca hasta 2016, pero en otra estructura. Ganó la carrera 2 del circuito de Zandvoort de 2015, además de lograr otros pocos podios.

### Fórmula E

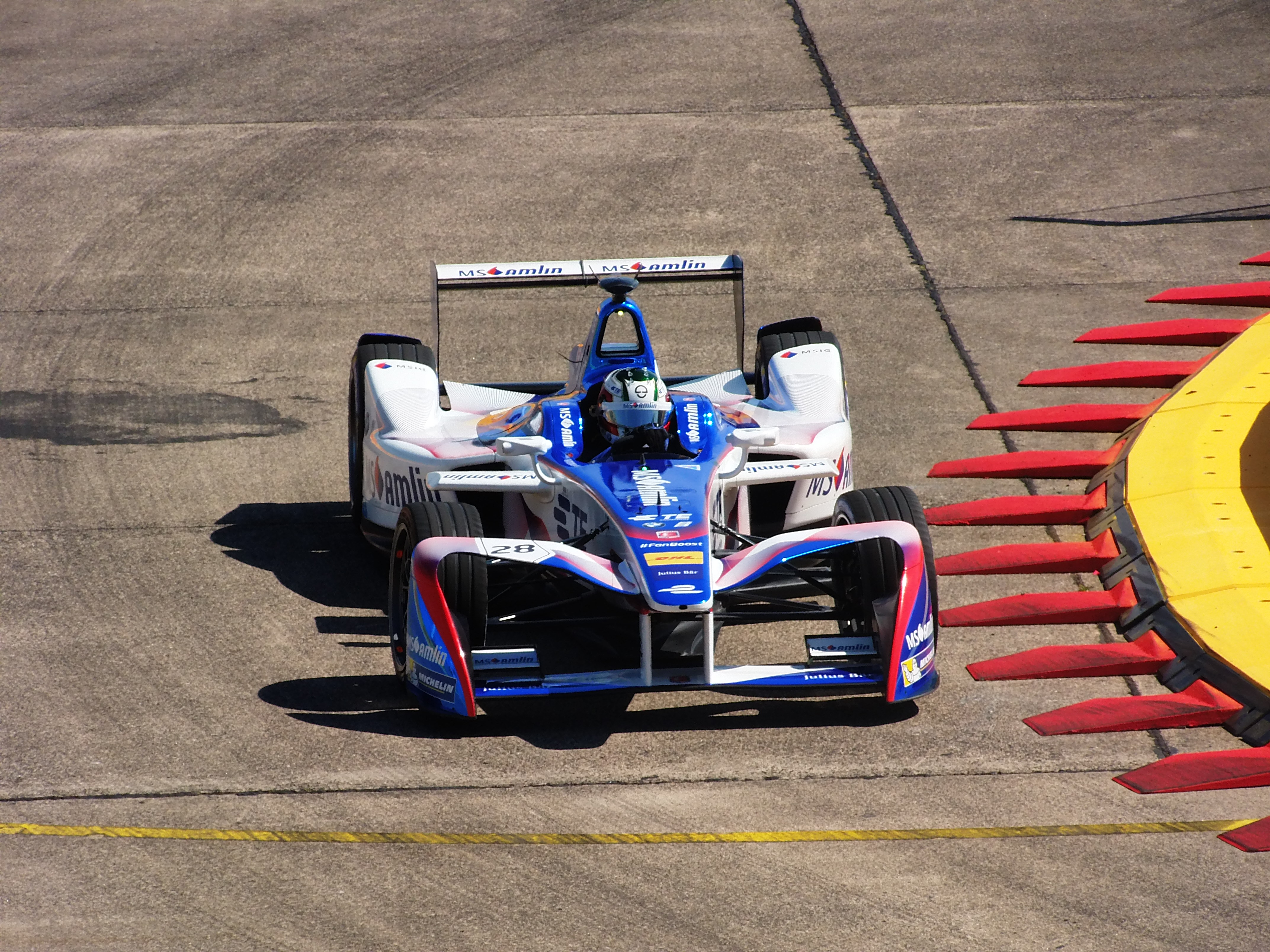
António Félix da Costa en el Berlín ePrix de 2017.

En paralelo a su carrera en DTM, en julio de 2014 se hizo oficial su fichaje por la escudería Amlin Aguri para participar en la temporada 2014-15 del nuevo campeonato de Fórmula E. Ganó el Buenos Aires ePrix de 2015 y sumó un la mayoría de las carreras que largó, logrando así culminar octavo el torneo, a pesar de ausentarse en dos rondas. En una temporada más en el equipo, el portugués acabó en puntos en cuatro oportunidades, y finalizó fuera de los 10 mejores en el campeonato.
Pasó a Andretti para 2016-17, sumando 30 puntos en dos temporadas. A finales de 2018, Félix da Costa lideró los entrenamientos de pretemporada con el equipo ahora apoyado por BMW i. Marcó el mejor tiempo de clasificación en la carrera inaugural, en Al-Diriyah, y finalmente logró su segunda victoria en Fórmula E. De todas formas, no logró mantener el nivel en el resto del año y finalizó sexto en el clasificador final.
Para la temporada 2019-20, Da Costa fue contratado por el equipo DS Techeetah, vigentes bicampeones de la mano de Jean-Éric Vergne. La primera victoria de da Costa para DS Techeetah fue en Marrakech, que lo dejó líder. Tras el parón por la pandemia de COVID-19, logró dos victorias en Berlín y otros buenos resultados que le valieron para alsarse con el título, a falta de dos carreras.
En las dos temporadas más con el equipo, Da Costa logró dos victorias y venció en el campeonato a su compañero Vergne en una ocasión. Tras eso, se mudó al equipo TAG Heuer Porsche para ser el compañero de Pascal Wehrlein. Su primera victoria con el equipo alemán llegó en Ciudad del Cabo 2023, pero fue su única victoria frente a las tres de su compañero. En la temporada siguiente, el portugués lograría cuatro triunfos pero su consistencia sería baja ante un Wehrlein que ganaría el campeonato con tres victorias.

### Resistencia

El Oreca 07 de Jota Sport n.º38, en las 24 Horas de Le Mans 2022.

En 2018, de la mano de BMW Team MTEK, el portugués tuvo la oportunidad de debutar en la clase LMGTE Pro del Campeonato Mundial de Resistencia de la FIA. Tras una temporada, se mudó a la clase LMP2 con el equipo Jota Sport. Tras dos temporadas con ciertos éxitos, Da Costa y sus compañeros Roberto González y Will Stevens ganaron el campeonato de LMP2 de 2022, con victoria incluida en las 24 Horas de Le Mans.
Al año siguiente, con el salto de Jota a la clase mayor como equipo privado, Da Costa condujo el Porsche 963 en gran parte de la temporada. Por otro lado, también ha competido en otras carreras de larga duración como las 24 Horas de Nürburgring o en IMSA.

### Otras competencias
Da Costa participó en una carrera de invitados en Stock Car Brasil 2015, en Goiânia junto a Allam Khodair, donde terminó tercero con un Peugeot 408. Continuó compitiendo en dicho campeonato en temporadas posteriores, logrando más podios y una victoria en 2021 durante un remplazo de una fecha en el equipo RC.
Además, Da Costa ha competido en algunos eventos de GT3. En la International GT Open de  obtuvo una victoria, en 2017.

## Vida personal
Su medio hermano Duarte es también piloto.
Da Costa recibió la Orden del Mérito (ComM) en 2020, tras la obtención del campeonato de Fórmula E.

## Resumen de carrera
| Temporada | Categoría                                               | Equipo                           | Carreras          | Victorias         | Poles             | VR                | Podios            | Puntos            | Pos.              |
| --------- | ------------------------------------------------------- | -------------------------------- | ----------------- | ----------------- | ----------------- | ----------------- | ----------------- | ----------------- | ----------------- |
| 2008      | Fórmula Renault 2.0 Británica - Serie de Invierno       | CR Scuderia                      | 4                 | 0                 | 0                 | 0                 | 1                 | N/A               | NC†               |
| 2008      | Fórmula Renault Portuguesa - Serie de Invierno          | Motopark Academy                 | 2                 | 0                 | 0                 | 0                 | 0                 | 4                 | 17.º              |
| 2008      | Eurocopa de Fórmula Renault 2.0                         | Motopark Academy                 | 6                 | 0                 | 0                 | 0                 | 0                 | 18                | 13.º              |
| 2008      | Fórmula Renault 2.0 NEC                                 | Motopark Academy                 | 16                | 1                 | 1                 | 1                 | 10                | 280               | 2.º               |
| 2009      | Eurocopa de Fórmula Renault 2.0                         | Motopark Academy                 | 14                | 3                 | 2                 | 3                 | 9                 | 128               | 3.º               |
| 2009      | Fórmula Renault 2.0 NEC                                 | Motopark Academy                 | 14                | 9                 | 4                 | 7                 | 11                | 361               | 1.º               |
| 2010      | Temporada 2010 de Fórmula 3 Euroseries                  | Motopark Academy                 | 18                | 3                 | 0                 | 1                 | 4                 | 40                | 7.º               |
| 2010      | Masters de Fórmula 3                                    | Motopark Academy                 |                   |                   |                   |                   |                   |                   | 18.º              |
| 2010      | GP3 Series                                              | Carlin                           | 4                 | 0                 | 0                 | 0                 | 0                 | 3                 | 26.º              |
| 2010      | Gran Premio de Macao                                    | Carlin                           |                   |                   |                   |                   |                   |                   | 6.º               |
| 2010      | Fórmula 1                                               | Force India                      | Piloto de pruebas | Piloto de pruebas | Piloto de pruebas | Piloto de pruebas | Piloto de pruebas | Piloto de pruebas | Piloto de pruebas |
| 2011      | GP3 Series                                              | Status Grand Prix                | 16                | 1                 | 0                 | 0                 | 1                 | 16                | 13.º              |
| 2011      | Fórmula 3 Británica                                     | Hitech Racing                    | 6                 | 0                 | 0                 | 1                 | 3                 | 51                | 13.º              |
| 2011      | Gran Premio de Macao                                    | Hitech Racing                    |                   |                   |                   |                   |                   |                   | DNF               |
| 2011      | GP2 Final                                               | Ocean Racing Technology          | 2                 | 0                 | 0                 | 0                 | 0                 | 2                 | 9.º               |
| 2012      | Fórmula Renault 3.5 Series                              | Arden Caterham                   | 12                | 4                 | 0                 | 2                 | 6                 | 166               | 4.º               |
| 2012      | GP3 Series                                              | Carlin                           | 16                | 3                 | 1                 | 6                 | 6                 | 132               | 3.º               |
| 2012      | MotorSport Vision Formula Three Cup                     | Carlin                           | 2                 | 2                 | 1                 | 2                 | 2                 | N/A               | NC†               |
| 2012      | Gran Premio de Macao                                    | Carlin                           |                   |                   |                   |                   |                   |                   | 1.º               |
| 2012      | Fórmula 1                                               | Red Bull Racing                  | Piloto de pruebas | Piloto de pruebas | Piloto de pruebas | Piloto de pruebas | Piloto de pruebas | Piloto de pruebas | Piloto de pruebas |
| 2013      | Fórmula Renault 3.5 Series                              | Arden Caterham                   | 17                | 3                 | 1                 | 2                 | 6                 | 172               | 3.º               |
| 2013      | Fórmula 1                                               | Red Bull Racing                  | Piloto de pruebas | Piloto de pruebas | Piloto de pruebas | Piloto de pruebas | Piloto de pruebas | Piloto de pruebas | Piloto de pruebas |
| 2014      | Deutsche Tourenwagen Masters                            | BMW Team MTEK                    | 10                | 0                 | 0                 | 0                 | 0                 | 6                 | 21.º              |
| 2014-15   | Fórmula E                                               | Amlin Aguri                      | 8                 | 1                 | 0                 | 0                 | 1                 | 51                | 8.º               |
| 2015      | Deutsche Tourenwagen Masters                            | BMW Team Schnitzer               | 18                | 1                 | 1                 | 1                 | 3                 | 79                | 11.º              |
| 2015      | Stock Car Brasil                                        | Full Time Sports                 | 1                 | 0                 | 0                 | 0                 | 1                 | 0                 | NC†               |
| 2015-16   | Fórmula E                                               | Team Aguri                       | 9                 | 0                 | 0                 | 0                 | 0                 | 28                | 13.º              |
| 2016      | Deutsche Tourenwagen Masters                            | BMW Team Schnitzer               | 18                | 0                 | 2                 | 1                 | 1                 | 43                | 17.º              |
| 2016      | ADAC GT Masters                                         | Schubert Motorsport              | 2                 | 0                 | 0                 | 0                 | 0                 | 0                 | NC                |
| 2016      | Stock Car Brasil                                        | Full Time Sports                 | 1                 | 0                 | 0                 | 0                 | 1                 | 0                 | NC†               |
| 2016      | Gran Premio de Macao                                    | Carlin                           |                   |                   |                   |                   |                   |                   | 1.º               |
| 2016-17   | Fórmula E                                               | MS Amlin Andretti                | 12                | 0                 | 0                 | 0                 | 0                 | 10                | 20.º              |
| 2017      | Blancpain GT Series Sprint Cup                          | Rowe Racing                      | 6                 | 0                 | 0                 | 1                 | 0                 | 2                 | 26.º              |
| 2017      | International GT Open                                   | BMW Team Teo Martín              | 6                 | 1                 | 1                 | 0                 | 2                 | 41                | 12.º              |
| 2017      | Stock Car Brasil                                        | HERO Motorsport                  | 2                 | 0                 | 0                 | 0                 | 1                 | 0                 | NC†               |
| 2017      | 24 Horas de Nürburgring - SP9                           | BMW Team Schnitzer               |                   |                   |                   |                   |                   |                   | DNF               |
| 2017-18   | Fórmula E                                               | MS&AD Andretti Formula E         | 12                | 0                 | 0                 | 0                 | 0                 | 20                | 15.º              |
| 2018      | IMSA SportsCar Championship - Prototype                 | Jackie Chan DCR JOTA             | 1                 | 0                 | 0                 | 0                 | 0                 | 26                | 51.º              |
| 2018      | Stock Car Brasil                                        | HERO Motorsport II               | 1                 | 0                 | 0                 | 1                 | 1                 | 0                 | NC†               |
| 2018-19   | Fórmula E                                               | BMW i Andretti Motorsport        | 13                | 1                 | 1                 | 1                 | 4                 | 99                | 6.º               |
| 2018-19   | Campeonato Mundial de Resistencia de la FIA - LMGTE Pro | BMW Team MTEK                    | 8                 | 0                 | 0                 | 1                 | 1                 | 61                | 10.º              |
| 2019-20   | Fórmula E                                               | DS Techeetah                     | 11                | 3                 | 3                 | 2                 | 6                 | 158               | 1.º               |
| 2019-20   | Campeonato Mundial de Resistencia de la FIA - LMP2      | Jota Sport                       | 8                 | 1                 | 0                 | 2                 | 5                 | 152               | 3.º               |
| 2020-21   | Fórmula E                                               | DS Techeetah                     | 15                | 1                 | 2                 | 0                 | 3                 | 86                | 8.º               |
| 2021      | Campeonato Mundial de Resistencia de la FIA - LMP2      | Jota Sport                       | 6                 | 1                 | 1                 | 0                 | 4                 | 123               | 3.º               |
| 2021      | Stock Car Pro Series                                    | Eurofarma RC                     | 2                 | 1                 | 0                 | 0                 | 1                 | N/A               | NC†               |
| 2021-22   | Fórmula E                                               | DS Techeetah                     | 16                | 1                 | 2                 | 0                 | 2                 | 122               | 8.º               |
| 2022      | Campeonato Mundial de Resistencia de la FIA - LMP2      | Jota                             | 6                 | 1                 | 1                 | 1                 | 5                 | 137               | 1.º               |
| 2022-23   | Fórmula E                                               | TAG Heuer Porsche Formula E Team | 16                | 1                 | 0                 | 0                 | 3                 | 93                | 9.º               |
| 2023      | Campeonato Mundial de Resistencia de la FIA - LMP2      | Hertz Team Jota                  | 1                 | 0                 | 0                 | 0                 | 0                 | 0                 | NC†               |
| 2023      | Campeonato Mundial de Resistencia de la FIA - Hypercar  | Hertz Team Jota                  | 5                 | 0                 | 0                 | 0                 | 0                 | 38                | 9.º               |
| 2023-24   | Fórmula E                                               | TAG Heuer Porsche Formula E Team | 16                | 4                 | 0                 | 1                 | 4                 | 134               | 6.º               |
| 2024-25   | Fórmula E                                               | TAG Heuer Porsche Formula E Team | Disputándose      | Disputándose      | Disputándose      | Disputándose      | Disputándose      | Disputándose      | Disputándose      |
| 2025      | IMSA SportsCar Championship - LMP2                      | Inter Europol Competition        | Disputándose      | Disputándose      | Disputándose      | Disputándose      | Disputándose      | Disputándose      | Disputándose      |

- † Inhabilitado para sumar puntos.

## Resultados

### GP3 Series
(Clave) (negrita indica pole position) (cursiva indica vuelta rápida puntuable)

| Año  | Escudería         | 1   | 1   | 2   | 2   | 3   | 3   | 4   | 4   | 5   | 5   | 6   | 6   | 7   | 7   | 8   | 8   | Pos. | Puntos | Ref.   |
| ---- | ----------------- | --- | --- | --- | --- | --- | --- | --- | --- | --- | --- | --- | --- | --- | --- | --- | --- | ---- | ------ | ------ |
| 2010 | Carlin            | BAR | BAR | EST | EST | VAL | VAL | SIL | SIL | HOC | HOC | BUD | BUD | SPA | SPA | MNZ | MNZ | 26.º | 3      | [ 11 ] |
| 2010 | Carlin            |     |     |     |     |     |     |     |     |     |     | 6   | 17  | Ret | 12  |     |     | 26.º | 3      | [ 11 ] |
| 2011 | Status Grand Prix | EST | EST | BAR | BAR | VAL | VAL | SIL | SIL | NÜR | NÜR | BUD | BUD | SPA | SPA | MNZ | MNZ | 13.º | 16     | [ 13 ] |
| 2011 | Status Grand Prix | 5   | 4   | 12  | 17  | Ret | 20† | 19  | 9   | 28  | Ret | 11  | 6   | Ret | 11  | 7   | 1   | 13.º | 16     | [ 13 ] |
| 2012 | Carlin            | BAR | BAR | MON | MON | VAL | VAL | SIL | SIL | HOC | HOC | BUD | BUD | SPA | SPA | MNZ | MNZ | 3.º  | 132    | [ 14 ] |
| 2012 | Carlin            | 14  | 7   | 7   | 2   | Ret | 8   | 1   | 6   | Ret | Ret | 1   | 1   | 2   | 2   | 15  | 5   | 3.º  | 132    | [ 14 ] |

### Gran Premio de Macao
| Año  | Escudería     | Q  | QR | Pos. |
| ---- | ------------- | -- | -- | ---- |
| 2010 | Carlin        | 13 | 9  | 6    |
| 2011 | Hitech Racing | 3  | R  | R    |
| 2012 | Carlin        | 2  | 1  | 1    |
| 2013 | Carlin        | 5  | 4  | 2    |
| 2016 | Carlin        | 3  | 1  | 1    |

### Fórmula E
(Clave) (negrita indica pole position) (cursiva indica vuelta rápida)

| Año     | Equipo                           | 1       | 2       | 3       | 4       | 5       | 6       | 7       | 8       | 9       | 10      | 11      | 12     | 13      | 14     | 15      | 16     | Pos. | Puntos |
| ------- | -------------------------------- | ------- | ------- | ------- | ------- | ------- | ------- | ------- | ------- | ------- | ------- | ------- | ------ | ------- | ------ | ------- | ------ | ---- | ------ |
| 2014-15 | Amlin Aguri                      | BEI     | PUT 8   | PDE Ret | BUE 1   | MIA 6   | LBH 7   | MON 9   | BER 11  | MOS 7   | LON     | LON     |        |         |        |         |        | 8.º  | 51     |
| 2015-16 | Team Aguri                       | BEI Ret | PUT 6   | PDE 6   | BUE Ret | MEX Ret | LBH Ret | PAR 8   | BER     | LON 6   | LON 11  |         |        |         |        |         |        | 13.º | 28     |
| 2016-17 | MS Amlin Andretti                | HKG 5   | MAR Ret | BUE 11  | MEX Ret | MON 11  | PAR Ret | BER 16  | BER 11  | NYC 12  | NYC 15  | MTR 14  | MTR 15 |         |        |         |        | 20.º | 10     |
| 2017-18 | MS&AD Andretti Formula E         | HKG 6   | HKG 11  | MAR 14  | SAN 9   | MEX 7   | PDE 11  | ROM 11  | PAR Ret | BER 15  | ZUR 8   | NYC 11  | NYC 15 |         |        |         |        | 15.º | 20     |
| 2018-19 | BMW i Andretti Motorsport        | ALD 1   | MAR Ret | SAN Ret | MEX 2   | HKG 10  | SNY 3   | ROM 9   | PAR 8   | MON DSQ | BER 4   | BRN 12  | NYC 3  | NYC 9   |        |         |        | 6.º  | 99     |
| 2019-20 | DS Techeetah                     | DIR 14  | DIR 10  | SAN 2   | MEX 2   | MAR 1   | BER 1   | BER 1   | BER 4   | BER 2   | BER Ret | BER 9   |        |         |        |         |        | 1.º  | 158    |
| 2020-21 | DS Techeetah                     | DIR 11  | DIR 3   | ROM Ret | ROM 7   | VAL DSQ | VAL 22  | MON 1   | PUE 6   | PUE Ret | NYC 12  | NYC 3   | LON 8  | LON Ret | BER 7  | BER Ret |        | 6.º  | 86     |
| 2021-22 | DS Techeetah                     | DIR Ret | DIR 12  | MEX 4   | ROM 6   | ROM 13  | MON 5   | BER 8   | BER 6   | YAK 4   | MAR 2   | NYC Ret | NYC 1  | LON 7   | LON 5  | SEÚ 9   | SEÚ 10 | 8.º  | 122    |
| 2022-23 | TAG Heuer Porsche Formula E Team | MEX 7   | DIR 18  | DIR 11  | HYD 3   | CAB 1   | SÃO 4   | BER Ret | BER 5   | MON 15  | YAK 8   | YAK 7   | PRT 3  | ROM Ret | ROM 12 | LON 16  | LON 16 | 9.º  | 93     |
| 2023-24 | TAG Heuer Porsche Formula E Team | MEX Ret | DIR 16  | DIR 14  | SÃO 6   | TOK 4   | MIS DSQ | MIS 17  | MON 7   | BER 6   | BER 1   | SHA 18  | SHA 1  | PRT 1   | PRT 1  | LON Ret | LON 5  | 5.º  | 144    |
| 2024-25 | TAG Heuer Porsche Formula E Team | SÃO 2   | MEX 2   | YED 9   | YED Ret | MIA 3   | MON Ret | MON 4   | TOK 7   | TOK Ret | SHA 13  | SHA 3   | YAK 5  | BER 10  | BER 8  | LON 14  | LON 6  | 5.º  | 111    |
| Fuente: |                                  |         |         |         |         |         |         |         |         |         |         |         |        |         |        |         |        |      |        |

### Campeonato Mundial de Resistencia de la FIA
(Clave) (negrita indica pole position) (cursiva indica vuelta rápida)

| Año     | Escudería     | Clase     | Automóvil       | 1   | 2   | 3   | 4   | 5   | 6   | 7   | 8   | Pos. | Puntos | Ref.   |
| ------- | ------------- | --------- | --------------- | --- | --- | --- | --- | --- | --- | --- | --- | ---- | ------ | ------ |
| 2018-19 | BMW Team MTEK | LMGTE Pro | BMW M8 GTE      | SPA | LMS | SIL | FUJ | SHA | SEB | SPA | LMS | 10.º | 61     | [ 16 ] |
| 2018-19 | BMW Team MTEK | LMGTE Pro | BMW M8 GTE      | 5   | Ret | Ret | 2   | 10  | 7   | 4   | 6   | 10.º | 61     | [ 16 ] |
| 2019-20 | Jota Sport    | LMP2      | Oreca 07-Gibson | SIL | FUJ | SHA | BHR | COA | SPA | LMS | BHR | 3.º  | 152    | [ 17 ] |
| 2019-20 | Jota Sport    | LMP2      | Oreca 07-Gibson | 5   | DSQ | 1   | 2   | 3   | 4   | 2   | 2   | 3.º  | 152    | [ 17 ] |

### 24 Horas de Le Mans
| Año     | Equipo          | Copilotos                         | Automóvil       | Clase    | Vueltas | Pos. | Pos. Clase |
| ------- | --------------- | --------------------------------- | --------------- | -------- | ------- | ---- | ---------- |
| 2018    | BMW Team MTEK   | Alexander Sims Augusto Farfus     | BMW M8 GTE      | GTE Pro  | 223     | DNF  | DNF        |
| 2019    | BMW Team MTEK   | Augusto Farfus Jesse Krohn        | BMW M8 GTE      | GTE Pro  | 335     | 30.º | 10.º       |
| 2020    | Jota            | Anthony Davidson Roberto González | Oreca 07-Gibson | LMP2     | 370     | 6.º  | 2.º        |
| 2021    | Jota            | Anthony Davidson Roberto González | Oreca 07-Gibson | LMP2     | 358     | 13.º | 8.º        |
| 2022    | Jota            | Will Stevens Roberto González     | Oreca 07-Gibson | LMP2     | 369     | 5.º  | 1.º        |
| 2023    | Hertz Team Jota | Will Stevens Ye Yifei             | Porsche 963     | Hypercar | 244     | 40.º | 13.º       |
| Fuente: |                 |                                   |                 |          |         |      |            |